# Giles Daubeney, 1. Baron Daubeney

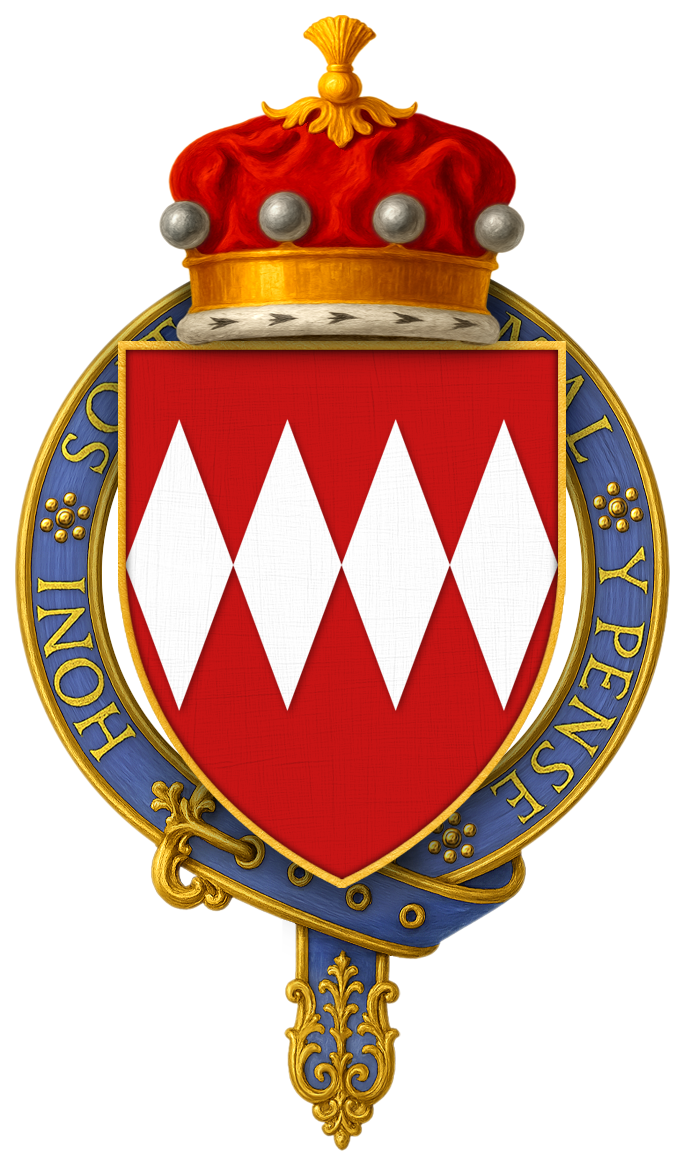
Wappen von Giles Daubeney, 1. Baron Daubeney

Giles Daubeney, 1. Baron Daubeney KG (* 1. Juni 1451 oder 1452; † 21. Mai 1508) war ein englischer Adliger, Militär und Staatsmann.

## Herkunft
Giles Daubeney entstammte der Familie Daubeney, einer alten und angesehenen Familie der Gentry. Er war der älteste Sohn und Erbe von Sir William Daubeney aus South Petherton in Somerset und von dessen Frau Alice Stourton, der drittältesten Tochter von John Stourton aus Preston Plucknett in Somerset. Nach dem frühen Tod seines Vaters 1461 wurde Daubeney am 10. Januar 1461 Mündel von Sir Thomas Kyriell.

## Höfling von Eduard IV., Rebellion gegen Richard III. und Exil
Am 25. August 1473 wurde Daubeney volljährig und ihm wurden die Besitzungen seines Vaters zugesprochen. Er machte als Höfling am Hof von König Eduard IV. rasch Karriere. Während der erfolglosen  Expedition des Königs nach Frankreich 1475 führte Daubeney eine Kompanie von vier Men-at-arms und 50 Bogenschützen. Als Esquire of the Body wurde er am 12. Juli 1477 zum Verwalter des Petherton Forest ernannt. Am 18. Januar 1478 wurde er von Eduard IV. zum Ritter geschlagen und 1480 zum Knight of the Body ernannt. Durch die Gunst des Königs erhielt er von 1474 bis 1475 sowie von 1480 bis 1481 das Amt des Sheriffs von Somerset und Devon sowie von 1481 bis 1482 das des Sheriffs nur von Devon, dazu war er ab 1475 Friedensrichter für Somerset. Bischof Waynflete von Winchester ernannte ihn dazu 1477 zum Constable von Taunton Castle und Duchess Cecily of York ernannte ihn 1483 zum Constable von Bridgwater Castle. 1478 wurde er als Anwalt am Lincoln’s Inn zugelassen. Im selben Jahr wurde er zum Knight of the Shire für Somerset gewählt und vertrat es im House of Commons.
Als Richard of Gloucester sich 1483 des Throns bemächtigte und als Richard III. neuer König wurde, gehörte Daubeney wie viele andere Mitglieder des Hofes von König Eduard IV. und wie viele seiner Verwandten zu den Rebellen, die sich im Oktober gegen den neuen König auflehnten. Vermutlich plante er bereits am 20. August 1483 die Rebellion, als er seine Frau vorsichtshalber zur Miteigentümerin eines Teils seiner Besitzungen machte. Als seine Erhebung in Salisbury scheiterte, floh er mit sechs Dienern sowie zusammen mit John Cheyne und John Halwell in die Bretagne. Seine Besitzungen wurden vom König beschlagnahmt, der seiner Ehefrau eine jährliche Rente in Höhe von £ 40 zugestand.

## Enger Vertrauter von König Heinrich VII.
1484 wurde Daubeney vom Parlament als Rebell verurteilt, doch 1485 kehrte er zusammen mit Henry Tudor nach England zurück und kämpfte in der Schlacht von Bosworth. Nach diesem Sieg wurde Henry Tudor als Heinrich VII. neuer König und Daubeney diente ihm als stellvertretender Kämmerer bei der Krönung. Er wurde rasch zu einem der führenden Höflinge und diente dem König als Ratgeber und Truppenkommandeur. Er bekleidete verschiedene Hof- und Verwaltungsämter, darunter ab dem 7. März 1486 das des Lieutenant von Calais und ab dem 24. November 1493 das des obersten Forstrichters der königlichen Forste südlich des River Trent. Am 12. März 1486 wurde er zum Baron Daubeney erhoben und im Mai 1487 in den Hosenbandorden aufgenommen. 1495 wurde er Nachfolger von Sir William Stanley als Lord Chamberlain of the Household. In den ersten Jahren besuchte er aufgrund seines Amtes regelmäßig Calais, wo er 1486 mit den Gesandten des römisch-deutschen Königs Maximilian I. verhandelte. 1489 war er Kommandeur einer kleinen, etwa 1800 Mann starken Armee, die Maximilian I. im Kampf gegen Frankreich und die gegen Maximilians Herrschaft rebellierenden Niederlande unterstützte. Dabei griff er am 13. Juni den niederländischen Belagerungsring von Diksmuide an, wobei er zahlreiche Geschütze erbeuten konnte. Im Juni 1492 führte er zusammen mit Bischof Fox Verhandlungen mit Frankreich, die im November 1492 zum Vertrag von Étaples führten. Noch vor dem Friedensschluss begleitete Daubeney König Heinrich VII. während der Belagerung von Boulogne. König Maximilian zahlte ihm später für seinen Erfolg bei Diksmuide, der französische König Karl VIII. für seinen Beitrag zum Frieden von Étaples eine Pension.
Für einen 1497 gegen Schottland geplanten Feldzug war Daubeney als Kommandeur der 7000 Mann starken Vorhut vorgesehen. Der Feldzug wurde aufgrund des Aufstands in Südwestengland verschoben. Daubeneys Beteiligung an der Entstehung der Rebellion ist umstritten. Der Hauptgrund der Rebellion war die hohe Besteuerung, doch die Bevorzugung Daubeneys durch den König und durch die anderen großen Landbesitzer in Südwestengland hatte die Missgunst der Gentry erregt. Daubeney hatte dermaßen viele Besitzungen und Ämter in Devon, Dorset, Hampshire und vor allem in Somerset erhalten, dass die Gentry mit dieser Machtkonzentration in den Händen eines Günstlings von König Heinrich VII. unzufrieden geworden war und sich teilweise den Rebellen anschloss. Daubeneys Truppen schlugen die Rebellen am 17. Juni in der Schlacht von Deptford Bridge, doch da mehrere seiner Nachbarn, Verwandten und selbst sein Bruder James zu den Rebellen gehörten, soll er sie nachsichtig behandelt haben. Angeblich hatten die Rebellen auch versucht, ihn als Vermittler zwischen ihnen und dem König zu gewinnen. Trotz dieser Gerüchte übertrug ihm der König im September das Kommando über die Armee, die die folgende Rebellion von Perkin Warbeck niederschlagen sollte. Daubeney besetzte Taunton, beendete die Belagerung von Exeter und konnte Warbeck gefangen nehmen.
Daubeney gehörte weiter zu den engsten Freunden und Vertrauten von König Heinrich VII. Er pachtete das Landgut Hampton, das in der Nähe des königlichen Palastes Richmond Palace lag und konnte so den König häufig besuchen. 1506 belegte ihn der König jedoch mit einer hohen Strafe von £ 2000, da er angeblich zu hohe Zahlungen für die Garnison von Calais abgerechnet hatte. Daubeney starb nach kurzer Krankheit und beteuerte noch auf dem Totenbett seine Loyalität gegenüber König. Er wurde am 26. Mai 1508 in der St Paul’s Chapel von Westminster Abbey beigesetzt, wo sein Grab mit Alabasterfiguren von ihm und seiner Frau noch erhalten ist.

## Ehe und Nachkommen
1476 hatte Daubeney Elizabeth Arundel, eine Tochter von Sir John Arundel aus Lanherne und von dessen zweiten Frau Katherine Chidiock geheiratet. Mit ihr hatte er mehrere Kinder, darunter:
- Cecil Daubeney ⚭ John Bourchier, 1. Earl of Bath
- Henry Daubeney, 1. Earl of Bridgewater, 2. Baron Daubeney (1493–1548)

Daubeneys Witwe, die bis zur Volljährigkeit seines Sohnes die Besitzungen mit einem Jahreseinkommen von über £ 666 übernommen hatte, starb nach November 1510.